# Conocephalus vitticollis
Conocephalus vitticollis är en insektsart som först beskrevs av Blanchard 1851.  Conocephalus vitticollis ingår i släktet Conocephalus och familjen vårtbitare. Inga underarter finns listade i Catalogue of Life.